# Tiếng Bố Y
Tiếng Bố Y (tên tự gọi: Haausqyaix, tiếng Trung: 布依语; bính âm: bùyī yǔ, tiếng Việt: tiếng Bố Y hay tiếng Giáy) là ngôn ngữ của dân tộc Bố Y, được sử dụng chủ yếu tại các huyện Ninh Nam, Quan Lĩnh, Trấn Ninh, châu tự trị Bố Y-Miêu Kiềm Nam, Kiềm Tây Nam và Miêu-Đồng Kiềm Đông Nam (tỉnh Quý Châu) và trong tỉnh Vân Nam, Trung Quốc và ở các tỉnh Lai Châu, Lào Cai, Hà Giang ở Việt Nam. Tiếng Bố Y là thành viên của nhóm Tai Bắc trong ngữ chi Thái, ngữ hệ Thái-Kađai, ngôn ngữ có hơn 2,5 triệu người nói như tiếng mẹ đẻ và cũng được sử dụng bởi ở một số vùng của Việt Nam. Có những người bản ngữ sống ở Pháp hoặc Hoa Kỳ, đã di cư từ Trung Quốc hoặc Việt Nam. Khoảng 98% người bản ngữ ở Trung Quốc.
Đặc điểm của tiếng Bố Y tương tự như các ngôn ngữ khác trong nhóm. Tính đơn âm tiết, trật tự từ và các tiểu tố là các hình thức chính của ngữ pháp. Thủy âm của tiếng Bố Y rất giống với các ngôn ngữ Tai Bắc khác, với sự đơn giản hóa và sáp nhập tương đối nhanh. Câu cú của tiếng Bố Y có thể được thể hiện để chứa nhiều cấp độ cụm từ khác nhau.
Chữ viết Bố Y hiện nay được phát triển sau khi từ bỏ Chính sách Liên minh chữ viết Bố Y-Tráng vào năm 1981, và được thiết kế từ năm 1981 đến năm 1985. Nó tập trung và đại diện về mặt âm vị học và lấy phương ngữ Vọng Mô làm nền tảng.

## Phân bố

### Trung Quốc
Theo một cuộc khảo sát năm 1950 do chính phủ Trung Quốc thực hiện, tiếng Bố Y được nói ở Quý Châu đại khái có thể chia thành ba nhóm phương ngữ (Snyder 2008). Lưu ý rằng Kiềm (黔) là một tên gọi cổ xưa tiếng Trung Quốc cho Quý Châu.
1. Nhóm Nam Kiềm - nhóm lớn nhất trong ba nhóm - đến từ châu tự trị Bố Y và Miêu Kiềm Tây Nam, hầu hết đều dễ hiểu với phương ngữ Tráng Quế Biên.
2. Nhóm Trung Kiềm - được nói nhiều nhất trong ba nhóm - được lan truyền khắp châu tự trị Bố Y và Miêu Kiềm Nam và vùng ngoại ô Quý Dương, và có thể hiểu được một phần với tiếng phương ngữ Nam Kiềm (nó rất giống với phương ngữ Tráng của miền bắc Quảng Tây).
3. Nhóm Tây Kiềm - ít được nói nhất trong ba nhóm - nhiều đặc tính độc đáo hơn hai nhóm còn lại. Một số phương ngữ Tây có những âm tắc bật hơi, đó là một đặc điểm không phổ biến trong các ngôn ngữ Tai Bắc (Snyder 2008).

Wu, Snyder, & Liang (2007) là những người khảo sát Tiếng Bố Y toàn diện nhất cho đến nay.
Phương ngữ Tráng Quế Biên của Văn Sơn, Vân Nam có liên quan chặt chẽ với các phương ngữ của Quý Châu. Nhiều ngôn ngữ khác ngoài Trung Quốc với các tên "Yei", "Yay", "Yoy", cũng có liên quan.

### Việt Nam
Tiếng Bố Y cũng được nói ở miền bắc Việt Nam, nó được gọi là tiếng Giáy. Edmondson và Gregerson (2001) đã xác định ngôn ngữ của họ giống với phương ngữ Bố Y ở tây nam Quý Châu. Người Giáy là một nhóm được công nhận chính thức tại Việt Nam, hiện có số lượng gần 50.000 người. Một số hộ gia đình của người Giáy của Việt Nam cho biết rằng tổ tiên của họ đã rời khỏi Quý Châu cách đây 160 năm thời nhà Thanh, và di cư đến miền nam Vân Nam và sau đó là Việt Nam (Edmondson & Gregerson 2001). Điều này trùng hợp với cuộc nổi loạn Miêu (1854-73) ở Quý Châu. Người Giáy được tìm thấy ở các địa điểm sau của Việt Nam.
- Tỉnh Lào Cai
  - Tả Văn gần Sa Pa
  - Huyện Bát Xát
  - Huyện Mường Khương
  - Huyện Bảo Yên
- Tỉnh Hà Giang
  - Huyện Yên Minh
  - Huyện Đồng Văn
- Tỉnh Lai Châu
  - Huyện Mường Tè
  - Huyện Phong Thổ
- Tỉnh Cao Bằng
  - Huyện Bảo Lạc

Người Giáy ở huyện Mường Khương tự gọi mình là Tudì [ thu zi ] chỉ có thể nói một dạng tiếng Trung, và không nói tiếng Giáy. Tên tự gọi của họ xuất phát từ nơi tổ tiên của họ, đó là Đô Quân của tỉnh Quý Châu, Trung Quốc. Theo lý lịch hộ tịch, họ đã đến Mã Quan và châu Hồng Hà khoảng 200 năm trước. Tương tự, một số người Giáy nói rằng họ có người thân vẫn sống ở Hà Khẩu, Vân Nam, Trung Quốc (Edmondson & Gregerson 2001).
Người Pu Nả ở huyện Tam Đường, tỉnh Lai Châutự gọi mình là Vần Nả (với vần có nghĩa là 'người'), và số lượng khoảng 5.000 cá nhân (Lò 2012: 11-20). Họ cũng được gọi là Quý Châu (Quý Châu), Sa Quý Châu, Cùi Chu, Pu Y, hoặc Pâu Thìn. Người Pu Nả sống ở những ngôi làng sau của huyện Tam Đường (Lò 2012: 18):
- Xã Bản Giang
  - bản Coc Pa
  - bản Giang
  - bản Nà Bỏ
  - bản Nà Sài
  - bản Nà Cơ
  - bản Tẩn Phủ Nhiêu
- Xã Thèn Xin
  - bản Lở Thàng
  - Thèn Xin
- Xã San Thàng
  - bản Tả Xin Chải
  - Xéo Xin Chải
  - Phan Lỉn

Tiếng Yay được mô tả bởi William J. Gedney trên thực tế là phương ngữ Giáy của Mường Hum, huyện Bát Xát, Lào Cai (Edmondson & Gregerson 2001). Ngoài ra còn có các ngôn ngữ Tai Bắc liên quan khác được sử dụng ở Việt Nam, như Bố Y, Nhắng và Quý Châu (có thể liên quan chặt chẽ với Thái Mạn của Lào). Người Bố Y ban đầu đến từ Vọng Mô ở tây nam Quý Châu. Một số nhóm nhỏ người Bố Y tự gọi mình là Pu Nả hoặc Pu Thìn, nghĩa là 'người ruộng'.

## Chữ viết
Chữ Bố Y cổ đại
Chữ viết cổ Bố Y được tạo ra bằng cách mượn các yếu tố từ chữ Hán hoặc bằng cách bắt chước các hình thức của nó, và tương tự như Sawndip.
Chữ Bố Y hiện đại cũ
Vào tháng 11 năm 1956, một hội nghị khoa học đã được tổ chức tại Quý Dương để thảo luận về việc tạo ra và thực hiện một bảng chữ cái Latinh cho tiếng Bố Y. Kết quả là một chữ viết tương tự một số phiên bản chữ Tráng La Mã sử dụng phương ngữ Long Lý làm cơ sở. Chữ viết này đã được chính phủ Trung Quốc phê duyệt và được đưa vào sử dụng vào năm 1957, mặc dù việc sử dụng nó đã chấm dứt vào năm 1960.
Chữ viết Bố Y hiện tại
Năm 1981, một hội nghị lịch sử Bố Y sửa đổi chữ viết được phát triển vào năm 1956 với nỗ lực làm cho nó trở nên thực tế hơn và đại diện về mặt ngữ âm đại diện của huyện Vọng Mô. Nó cũng đã được chính phủ Trung Quốc chấp thuận và được thông qua trên cơ sở thử nghiệm vào năm 1982. Phản hồi phần lớn là tích cực, và chữ việt đã chính thức được đưa vào sử dụng vào tháng 3 năm 1985 và tiếp tục được sử dụng cho đến nay.
So sánh chữ Bố Y La Mã cũ và chữ hiện tại
| Cũ | Hiện tại | IPA  | Cũ | Hiện tại | IPA  | Cũ | Hiện tại | IPA  | Cũ | Hiện tại | IPA  | Cũ | Hiện tại | IPA     |
| b  | b        | /p/  | ƃ  | mb       | /ɓ/  | m  | m        | /m/  | f  | f        | /f/  | v  | v, qv    | /v, ˀv/ |
| c  | z        | /ts/ |    |          |      |    |          |      | s  | s        | /s/  | r  | r        | /z/     |
| d  | d        | /t/  | ƌ  | nd       | /ɗ/  | n  | n        | /n/  |    |          |      | l  | l        | /l/     |
| g  | g        | /k/  | gv | gv       | /kʷ/ | ŋ  | ng       | /ŋ/  | ŋv | ngv      | /ŋʷ/ | h  | h        | /x/     |
| gy | j        | /tɕ/ |    |          |      | ny | ny       | /nʲ/ | x  | x        | /ɕ/  | y  | y, qy    | /j, ˀj/ |
| by | by       | /pʲ/ |    |          |      | my | my       | /mʲ/ |    |          |      |    |          |         |

| Cũ | Tráng | Bố Y | IPA  | Cũ | Tráng | Bố Y | IPA | Cũ | Tráng | Bố Y | IPA | Cũ | Tráng | Bố Y | IPA |
| a  | a     | aa   | /aː/ | ə  | ae    | a    | /a/ | e  | e     | ee   | /e/ | i  | i     | i    | /i/ |
| o  | o     | oo   | /oː/ | ө  | oe    | o    | /o/ | u  | u     | u    | /u/ | ɯ  | w     | e    | /ɯ/ |

Kí tự đánh dấu thanh điệu
| # | Cũ        | Tráng     | Bố Y       | Phương ngữ Yangchang  | Phương ngữ Fuxing |
| 1 | none      | none      | l, q       | 35                    | 24                |
| 2 | ƨ         | z         | z          | 11                    | 11                |
| 3 | з         | j         | c, j       | 13                    | 53                |
| 4 | ч         | x         | x, f       | 31                    | 11                |
| 5 | ƽ         | q         | s          | 33                    | 35                |
| 6 | ƅ         | h         | h, y       | 53                    | 33                |
| 7 | (p, t, k) | (p, t, k) | (b, d, g)t | 33 (long), 35 (short) | 35                |
| 8 | (b, d, g) | (b, d, g) | (b, d, g)  | 53 (long), 11 (short) | 33                |